# Miguel Lemus
Miguel Ángel „Chalate” Lemus Ochoa (ur. 26 października 1993 w Chalatenango) – salwadorski piłkarz występujący na pozycji lewego obrońcy, reprezentant Salwadoru, od 2023 roku zawodnik Isidro Metapán.